# Struthanthus johnstonii
Struthanthus johnstonii är en tvåhjärtbladig växtart som beskrevs av Standley & Steyerm.. Struthanthus johnstonii ingår i släktet Struthanthus och familjen Loranthaceae. Inga underarter finns listade i Catalogue of Life.